# Крупноусая бородатка
Крупноу́сая борода́тка (лат. Pogonophryne macropogon) — морская антарктическая донная рыба семейства бородатковых (Artedidraconidae) подотряда нототениевидных (Notothenioidei) отряда окунеобразных (Perciformes). Впервые описана как новый для науки вид в 1981 году по голотипу из моря Росса американским ихтиологом Ричардом Р. Икиным (англ. Richard R. Eakin). Научное (латинское) название, образованное из греческих слов (греч. μακρός (макрос) — крупный и ρογόν (погон) — бородка), как и русское, виду дано из-за крупного — толстого и длинного подбородочного усика.
P. macropogon — это типично донная крупная рыба общей длиной до 34 см. Является эндемиком высокоширотной зоны Южного океана, известным с глубин 220—836 м. Кроме P. macropogon род пуголовковидных бородаток (Pogonophryne) включает, как минимум, ещё 22 эндемичных для высокоширотной Антарктики видов.
Согласно схеме зоогеографического районирования по донным рыбам Антарктики, предложенной А. П. Андрияшевым и А. В. Нееловым, ареал вида находится в границах гляциальной подобласти восточноантарктической, или континентальной провинции Антарктической области.
Как и у других антарктических бородаток у P. marmorata имеется подбородочный усик, уникальная видоспецифичность строения которого является одной из важнейших характеристик в систематике семейства в целом и особенно в роде Pogonophryne. Как и всем прочим пуголовковидным бородаткам, этому виду свойственна очень крупная голова и отсутствие чешуи на теле (кроме боковых линий), а также жаберные крышки с крупным уплощенным шипом, загнутым вверх и вперед.
Крупноусая бородатка может встречаться в уловах донных тралов в прибрежных водах Восточной Антарктиды на относительно небольших шельфовых глубинах и в верхней батиальной зоне.

## Характеристика крупноусой бородатки
Относится к дорсально-пятнистой группе видов «P. mentella», которая характеризуется закругленным передним краем орбиты, полностью заполненной глазным яблоком, неразвитыми костными гребнями на верху головы, невысоким рыльным бугром и широким межглазничным пространством (более 6 % стандартной длины рыбы). По величине усика в группе выделяют 3 подгруппы — короткоусые (длина усика до 13 % стандартной длины тела), среднеусые (длина усика 13—18 % стандартной длины) и длинноусые виды (длина усика 19—30 % стандартной длины).
В первом спинном плавнике 2 коротких мягких колючих луча; во втором спинном плавнике 28 лучей; в анальном плавнике 18 лучей; в грудном плавнике 20—21 луч; в дорсальной (верхней) боковой линии 26—27 пор (трубчатых костных члеников); в нижней части первой жаберной дуги тычинки расположены в 2 ряда: общее число тычинок 15—17, из них во внешнем ряду 8—10 тычинок, во внутреннем ряду 7 тычинок. Общее число позвонков 39, из них 17 туловищных и 22 хвостовых.

## Распространение и батиметрическое распределение
Циркумполярно-антарктический ареал вида охватывает прибрежные воды трёх окраинных морей Восточной Антарктиды — море Росса, море Уэдделла и море Космонавтов. Вид известен по трём экземплярам и трём поимкам, которые были осуществлены донными тралами на глубинах 220—836 м.

## Размеры
Один из самых крупных представителей рода Pogonophryne — самки достигают 340 мм общей длины (274 мм стандартной длины).

## Образ жизни
Образ жизни не известен.

## Близкие виды группы «P. mentella»
Вместе с 12 другими видами образует самую большую группу рода — «P. mentella», в которую входят также: лысая бородатка (P. bellingshausenensis), короткоусая бородатка (P. brevibarbata), складчатоусая бородатка (P. cerebropogon), бородатка Икина (P. eakini), тёмная бородатка (P. fusca), копьеусая бородатка (P. lanceobarbata), длинноусая бородатка (P. mentella), хмелеусая бородатка (P. neyelovi), оранжевоусая бородатка (P. orangiensis), чешуйчатоусая бородатка (P. squamibarbata) и бирюзовая бородатка (P. tronio) и пятнистобрюхая бородатка (P. ventrimaculata). С пятью другими, наиболее близкими видами образует подгруппу «длинноусых бородаток»: складчатоусая бородатка, бородатка Икина, копьеусая бородатка, длинноусая бородатка и оранжевоусая бородатка. К длинноусым бородаткам также относятся два пока ещё неописанных вида, предварительно обозначенных как P. sp. F и P. sp. G.